# Thermophile
Les thermophiles (du grec thermê, chaleur et philein, aimer) ou hyperthermophiles sont des organismes qui ont besoin d'une température élevée pour vivre. Ils font partie des organismes extrémophiles. Les premiers ont été découverts à la fin des années 1960 par Thomas D. Brock dans le parc national de Yellowstone.

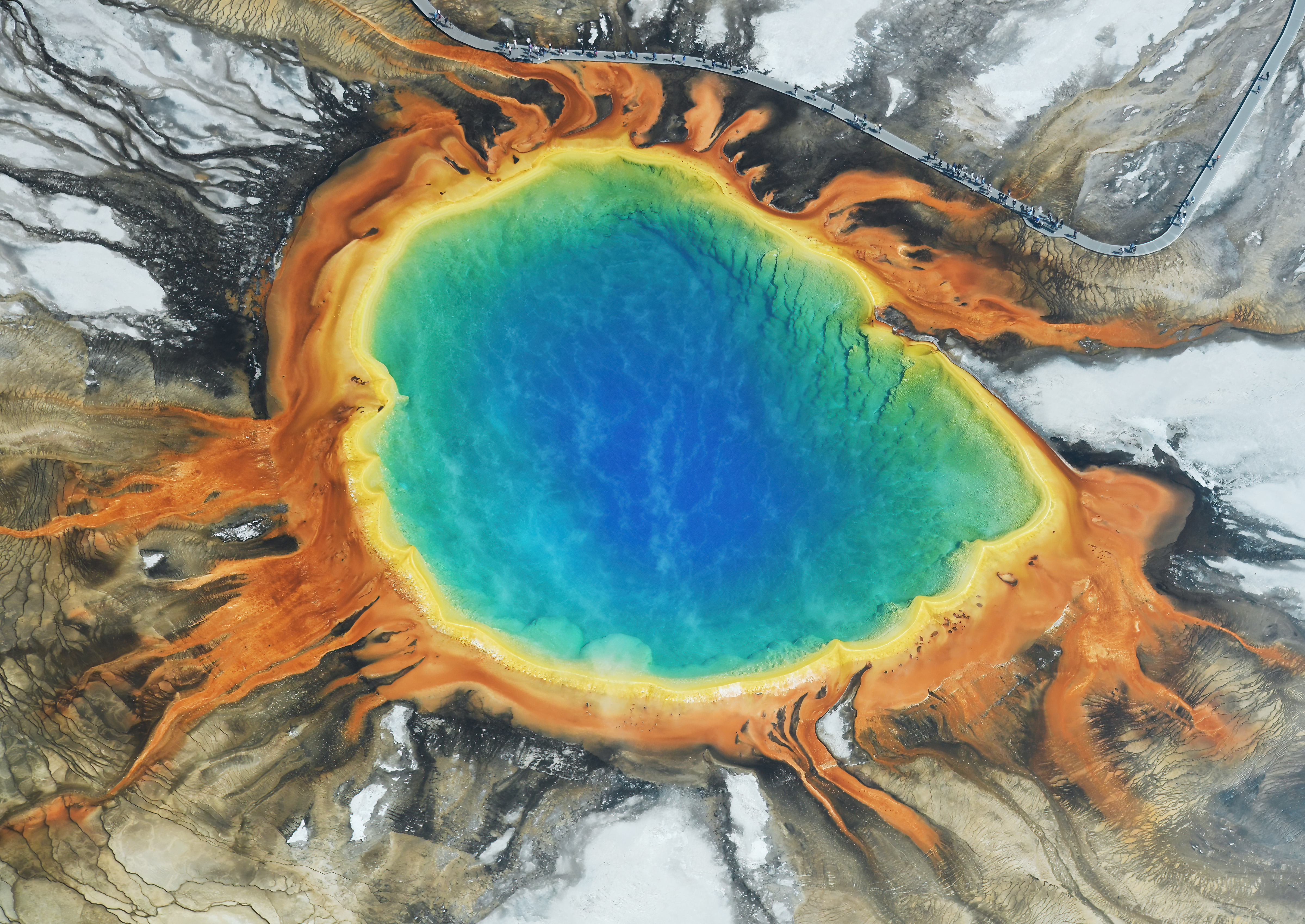
Les thermophiles peuvent être isolés de sources chaudes comme le Grand Prismatic Spring, au parc national de Yellowstone (vue aérienne).

## Les thermophiles

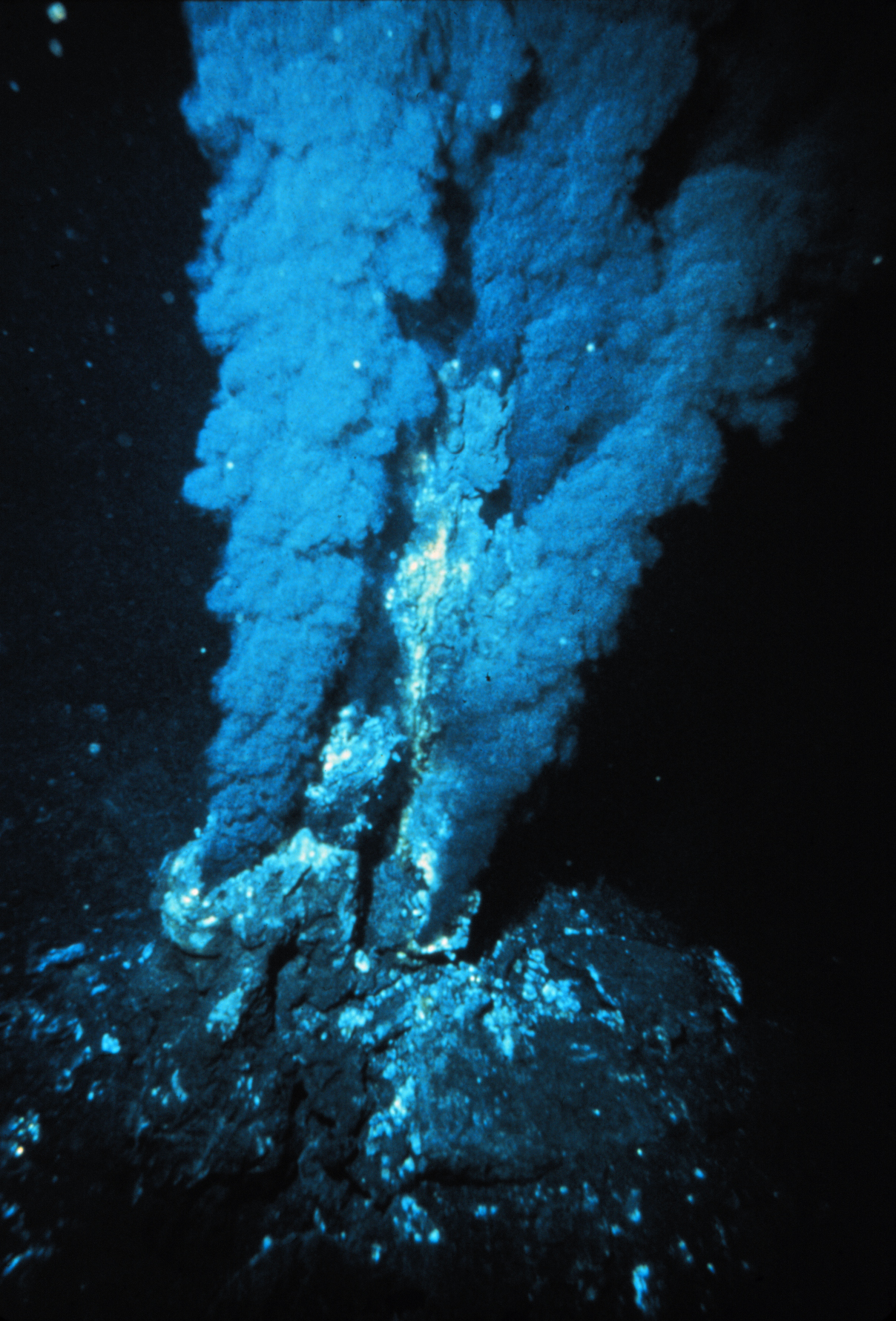
Dans des monts hydrothermaux tels que celui-ci vit l'archéobactérie Pyrolobus fumarii qui ne se reproduit qu'au-dessus de 90 °C, et jusqu'à 113 °C (mais toujours sous une pression très élevée).

Les organismes thermophiles peuvent vivre et se multiplier entre 50 et 70 °C. Ils peuvent croître entre 25 et 40 °C mais faiblement. Il existe des organismes thermophiles parmi les différents groupes d'organismes eucaryotes comme des protozoaires, des champignons, des algues, et des procaryotes comme des streptomycètes, des cyanobactéries, des Clostridium, des Bacillus. Les eucaryotes connus ne peuvent pas vivre à des températures supérieures à 60 °C. La bactérie Thermus aquaticus est un exemple d'organisme thermophile ; la haute résistance thermique de son ADN polymérase est utilisée pour la réaction en chaîne par polymérase.

## Les hyperthermophiles
Les organismes hyperthermophiles sont ceux qui peuvent optimalement vivre et se multiplier à des températures supérieures à 80 °C (de 80 et 110 °C pour ceux que l'on connaît). Ils sont incapables de croître à des températures inférieures à 60 °C. 
Ils ne sont à ce jour représentés que par des procaryotes, quelques bactéries  et surtout Archaea. 
- Parmi les bactéries, on trouve des phototrophes anoxygéniques (pouvant photosynthétiser et vivant sans oxygène), des cyanobactéries capables de vivre à 70–73 °C et quelques chimiotrophes vivant dans des environnements atteignant 95 °C. 
Aquifex pyrophilus et Thermotoga maritima présentent par exemple respectivement un optimum de croissance à 95 °C et 90 °C.
- Les hyperthermophiles les plus extrêmes et les plus fréquentes sont des Archaea, appartenant par exemple aux genres Pyrococcus, Sulfolobus, Thermoplasma, Thermococcus, Pyrodictium, Hyperthermus ou Pyrolobus. Au sein de ce dernier genre, l'organisme le plus extrême est l'archéobactérie Pyrolobus fumarii isolée dans des fumeurs de sources hydrothermales de l'Atlantique, et qui détient le record de température. Elle ne se développe pas en dessous de 90 °C, et le fait jusqu'à 113 °C (mais toujours sous une pression très élevée). On a aussi découvert plusieurs virus thermophiles capables d'infecter ces archées.

## Habitats, niches écologiques

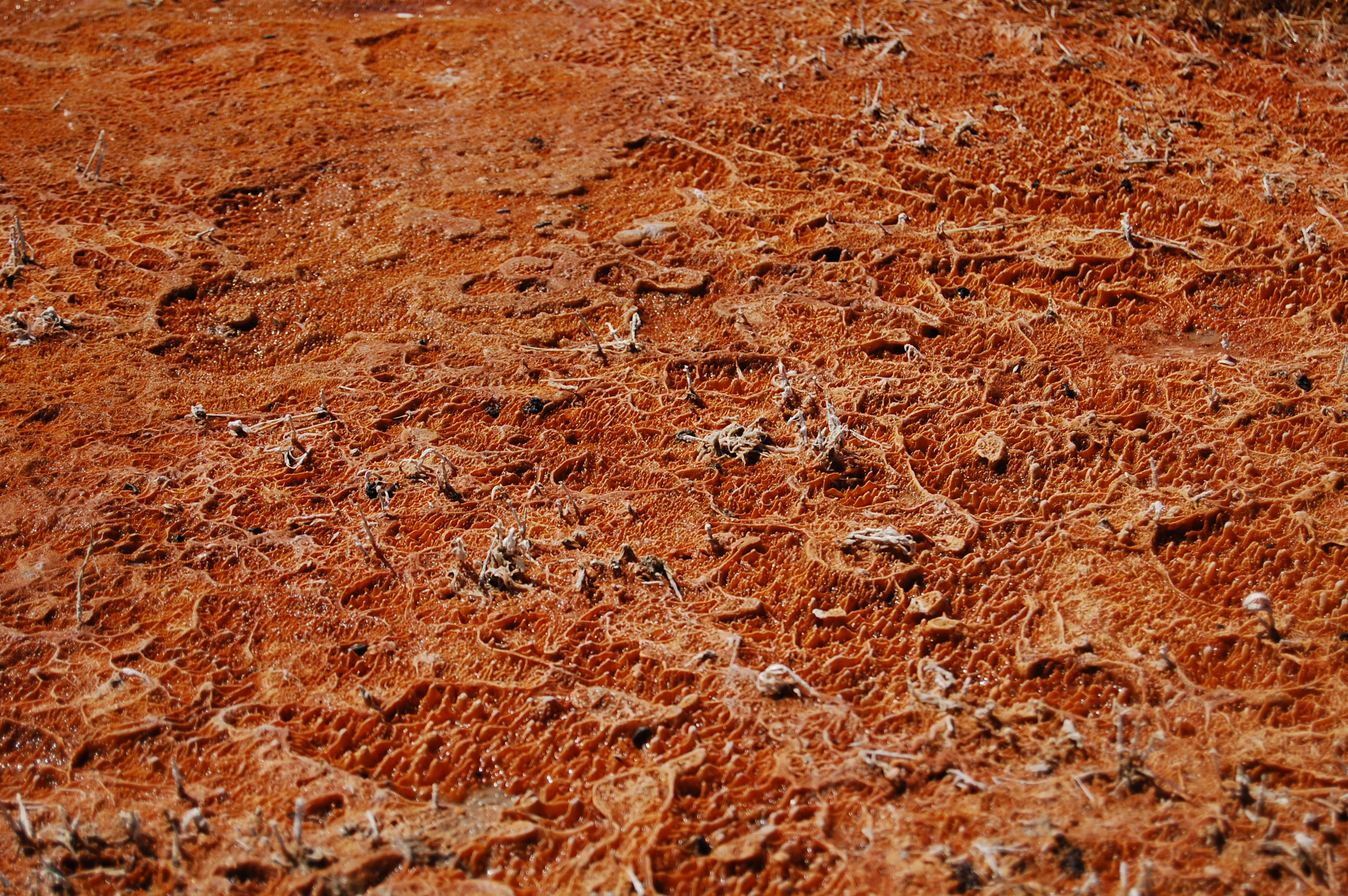
Thermophiles, Mickey Hot Springs (Oregon).

Les organismes thermophiles et hyperthermophiles peuvent être isolés de biotopes comme des systèmes hydrothermaux volcaniques et géothermiques, comme des sources chaudes, cheminées hydrothermales sous-marines…

## Mécanismes adaptatifs
Les températures élevées augmentent la fluidité des membranes (à une température critique, les deux feuillets membranaires se séparent, entraînant des fuites du cytoplasme vers l'extérieur) et détruisent de nombreuses macromolécules organiques. Pour maintenir la fluidité et la cohérence optimale des membranes et de leur milieu interne, ces cellules doivent ajuster leur composition en lipide (ratio acide gras saturé et insaturé, liaisons tétra-éther plus solides). Elles forment, au lieu de la bicouche de phospholipides classique, une monocouche partielle  (ponts moléculaires entre les chaînes d'acide gras) ou totale de lipides, empêchant ainsi toute fusion à haute température).

La température affecte aussi la structure et la fonction des protéines et enzymes dont la stabilité est associée à des changements structurels (augmentation des résidus hydrophobes, des ponts disulfures). Certaines espèces hyperthermophiles utilisent également des protéines chaperons qui demeurent à proximité de la cellule et participent au repliage des protéines qui ont été dénaturés. Les gyrases évitent la dénaturation de la double hélice d'ADN.
Le fonctionnement au niveau moléculaire des protéines et enzymes thermophiles est très étudié afin d'une part, de mieux comprendre l'adaptation aux fortes températures et d'autre part, pour des applications biotechnologiques (biologie moléculaire).
Certains biologistes font l'hypothèse que les micro-organismes thermophiles et barophiles ressembleraient plus que tout autre être vivant actuel à l'ancêtre commun de toutes les cellules modernes, le Last universal common ancestor (Dernier ancêtre commun universel ou LUCA), et que la structure du code génétique aurait été formée chez ces organismes, en milieu hyperthermique et à haute pression hydrostatique. Cette hypothèse ne fait cependant pas l'unanimité parmi les scientifiques.